# بيير يانغ
بيير يانغ (بالصينية: 杨帅) هو ضابط ومحامي وسياسي صيني وأسترالي، ولد في 1983 في هاربن في الصين. حزبياً، نشط في حزب العمال الأسترالي. وقد انتخب Member of the Western Australian Legislative Council ‏ عن دائرة South Metropolitan Region ‏ (22 مايو 2017 – ).